# Brooke Adams (actrice)
Pour les articles homonymes, voir Brooke Adams et Adams.
Brooke Adams, née le 8 février 1949 à New York est une actrice et productrice américaine.
Elle est notamment connue du grand public pour ses rôles de Rose dans Le Commando des morts-vivants (1977),  Abby dans Les Moissons du ciel (1978), Elizabeth Driscoll dans L'Invasion des profanateurs (1978) et celui de Sarah Bracknell dans Dead Zone (1983), aux côtés de Christopher Walken.

## Biographie

### Carrière
Après avoir joué de petits rôles à la télévision et des films à petit budget, Brooke Adams obtient un rôle dans le film Les Moissons du ciel (1978). On la voit également dans Cuba (1979), Dead Zone (1983), Key Exchange (1985) et Gas, Food Lodging (1992), notamment.
En 1995, elle se retire temporairement du métier, en raison de responsabilités familiales et de pénurie de bons rôles, puis reprend sa carrière vers 2002. Elle reçoit alors des critiques élogieuses pour sa performance dans la comédie romantique Made-Up écrite par sa sœur, l'actrice Lynne Adams et dirigée par son mari Tony Shalhoub, par ailleurs star de la série télévisée Monk. Elle est ensuite apparue notamment dans les films At Last (2005) et The Legend of Lucy Keyes,
À Broadway, on la voit dans les pièces The Cherry Orchard et Lend Me a Tenor.

### Vie privée
En 1992, Brooke Adams épouse l'acteur Tony Shalhoub. Elle a notamment joué avec lui dans la série télévisée Monk où Shalhoub tient le rôle-titre, dans différents épisodes et rôles :
- Leigh Harrison, une hôtesse de l'air excédée par Monk (saison 1, épisode 13 et saison 7, épisode 7) ;
- Abigail Carlyle (saison 3, épisode 16) ;
- Sheriff Margie Butterfield (saison 5, épisode 14) ;
- Edith Capriani (saison 8, épisode 14).

## Filmographie

### Cinéma
- 1971 : Double Assassinat dans la rue Morgue (Murders in the Rue Morgue) de Gordon Hessler : l'infirmière
- 1974 : Gatsby le Magnifique (The Great Gatsby) de Jack Clayton : une invité de la fête
- 1974 :  Les Mains dans les poches (The Lords of Flatbush) de Stephen Verona et Martin Davidson
- 1977 : Le Commando des morts-vivants (Shock Waves) de Ken Wiederhorn : Rose
- 1978 : Les Moissons du ciel (Days of Heaven) de Terrence Malick : Abby
- 1978 : L'Invasion des profanateurs (Invasion of the Body Snatchers) de Philip Kaufman : Elizabeth Driscoll
- 1979 : La Grande Attaque du train d'or (The First Great Train Robbery) de Michael Crichton
- 1979 : Une photo de trop (en) (A Man, a Woman and a Bank) de Noel Black : Stacey Bishop
- 1979 : Cuba de Richard Lester : Alexandra Lopez de Pulido
- 1980 : Tell me... (Tell Me a Riddle) de Lee Grant : Jeannie
- 1981 : Utilities de Harvey Hart : Marion Edwards
- 1983 : Dead Zone de David Cronenberg : Sarah Bracknell
- 1984 : La vengeance est à moi (Vengeance Is Mine) de Michael Roemer : Jo
- 1984 : Terreur dans la salle (Terror in the Aisles) d'Andrew Kuehn
- 1985 : Almost You : Erica Boyer
- 1985 :  The Stuff : caméo
- 1985 :  Key Exchange : Lisa
- 1987 : Man on Fire : Jane
- 1991 : The Unborn : Virginia Marshall
- 1992 : Gas, Food Lodging : Nora
- 1995 : The Baby-Sitters Club : Elizabeth Thomas Brewer
- 2002 : Made-Up : Elizabeth James Tivey
- 2003 : Party Animals (court métrage) : la mère célèbre
- 2005 : At Last : Carol Singleton
- 2006 : The Legend of Lucy Keyes : Samantha Porter
- 2008 : Un mari de trop (The Accidental Husband) de Griffin Dunne
- 2018 : Snapshots : Patty

### Télévision
- 1965 : O.K. Crackerby! : Cynthia Crackerby
- 1974 : F. Scott Fitzgerald and 'The Last of the Belles' : Kitty Preston
- 1975 : The Daughters of Joshua Cabe Return : Mae
- 1975 : Le Daliah noir (Who Is the Black Dahlia?) : Diane Fowler
- 1975 : Song of the Succubus : Olive Deems / Gloria Chambers
- 1975 : Black Bart : Jennifer
- 1975 : Mystère sur le vol 502 (Murder on Flight 502) : Vera Franklin
- 1976 : James Dean de Robert Butler : Beverly
- 1979 : Nero Wolfe (téléfilm) : Sarah Dacos
- 1981 : Summer
- 1983 : Mark Twain: le voyage des innocents (The Innocents Abroad) : Julia Newell
- 1984 : Haunted (téléfilm)
- 1984 : Nuits secrètes : Pagan Tralone
- 1984 : Special People : Diane Dupuy
- 1985 : Lace II : Pagan Tralone
- 1987 : The Lion of Africa : Grace Danet
- 1989 : Et si c'était à refaire (Bridesmaids) : Pat
- 1991 : Vengeance diabolique : Sally Norman
- 1993 : The Last Hit : Anna
- 1994 : Picture Windows (épisode : « Songs of Songs ») : Angie Varnas
- 1994 : Probable Cause
- 2002-2009 : Monk (5 épisodes)
- 2008 : New York Unité Spéciale (Saison 10, Episode 9 : « Syndrome post-traumatique ») : Margo

### Productrice
- 2002 : Made-Up (film)

## Doublage
En France, Brooke Adams a été principalement doublée par la comédienne Perrette Pradier.